# Julien Épaillard
Julien Épaillard (né le 24 juillet 1977) est un cavalier français de saut d'obstacles de niveau international.

## Biographie

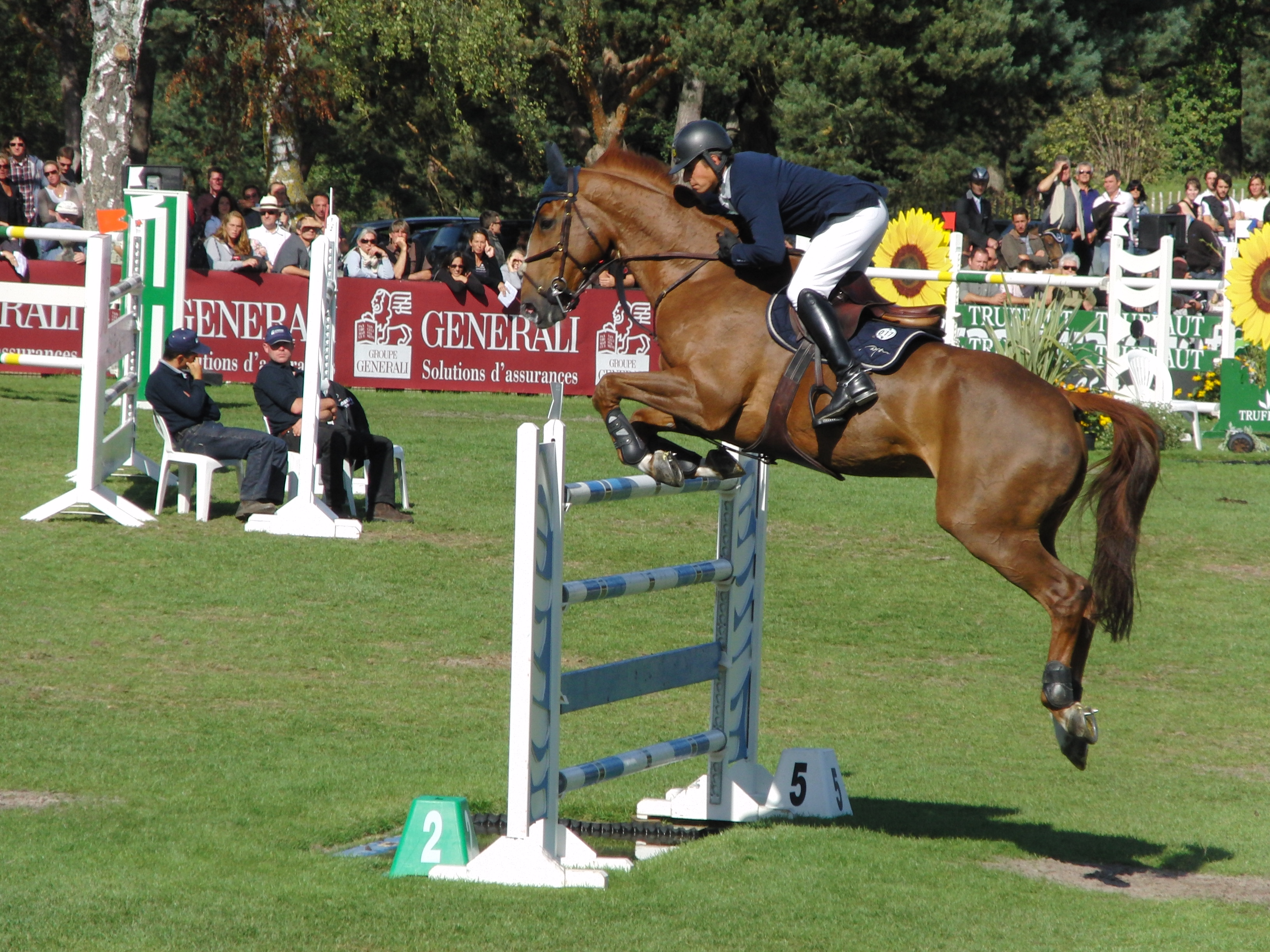
Julien Épaillard montant Mister Davier au Master pro de saut d'obstacles de 2010 à Fontainebleau, en France.

Julien Épaillard est originaire de Tollevast, près de Cherbourg-en-Cotentin. Il grandit entouré de chevaux et apprend naturellement l'équitation dans le centre équestre que ses parents tiennent, l'écurie du Haras de Siva/Étrier cherbourgeois. Laurence Taja et Philippe Épaillard l'ont acquis 1988, avant d'y inaugurer un haras en 1991. Julien apprend à monter des poneys Shetland dès l'âge de deux ans. Son père le conduit et l'accompagne sur des concours de saut d'obstacles partout en France et même en Suisse, afin de lui permettre de progresser. Il devient cavalier professionnel à l'âge de 16 ans, soit au milieu des années 1990. Ayant obtenu le permis de conduire, il peut se rendre lui-même en concours avec ses chevaux. 

### Partenariat avec les Haras nationaux
C'est grâce à l'établissement public des haras nationaux qu'il atteint le plus haut niveau des compétitions de saut d'obstacles. M. Guy Bideault, directeur du haras national de Saint-Lô de 1987 à 1999, lui confie d'excellents étalons afin de les valoriser en concours. Cela lui assure ses premiers succès sur la scène européenne et internationale en tant que jeune cavalier, grâce aux chevaux Si tu viens, Arpège Pierreville et Aferco. 
Un stage chez Hubert Bourdy a permis à Julien Épaillard et à son ami et cavalier de haut niveau Reynald Angot de revoir leurs bases et de maîtriser leur cheval sur le plat. 
C'est avec le cheval Hyades que Julien Épaillard participe pour la première fois au Grand Prix du CSIO-5* de La Baule.[réf. nécessaire]

### Partenariat avec la laiterie de Montaigu
Vers 2015, afin de rester au plus haut niveau de sa discipline, il entame un partenariat avec la laiterie de Montaigu, qui lui confie les chevaux Cristallo A, Shériff de la Nutria et Quatrin. Ce partenariat s'achève à la fin de l'année 2017.

### Concours avec ses propres chevaux et activités au haras
Il ouvre son propre haras, La Bosquetterie, situé près de Lisieux dans le Calvados.
Entre 2016 et 2020, il manque de bons chevaux capables de concourir en équipe de France de saut d'obstacles. Depuis 2020, il est également entraîneur pour cavaliers de saut d'obstables. 
Étant le meilleur cavalier français de saut d'obstacles au début de l'année 2024, il est naturellement très fortement pressenti pour une sélection aux Jeux olympiques d'été de 2024 avec l'un de ses deux chevaux de tête, Donatello d'Auge ou Dubaï du Cèdre,.

### Vie familiale et amicale
Il a épousé la cavalière et femme d'affaires espagnole Susana García-Cereceda, et a eu avec elle un fils, Luis. Il a un autre fils, Brieuc Épaillard. 
Il est un grand ami du cavalier Reynald Angot.
En dehors de l'équitation, il pratique les sports mécaniques tels que le karting, la moto-cross et le quad.

## Palmarès

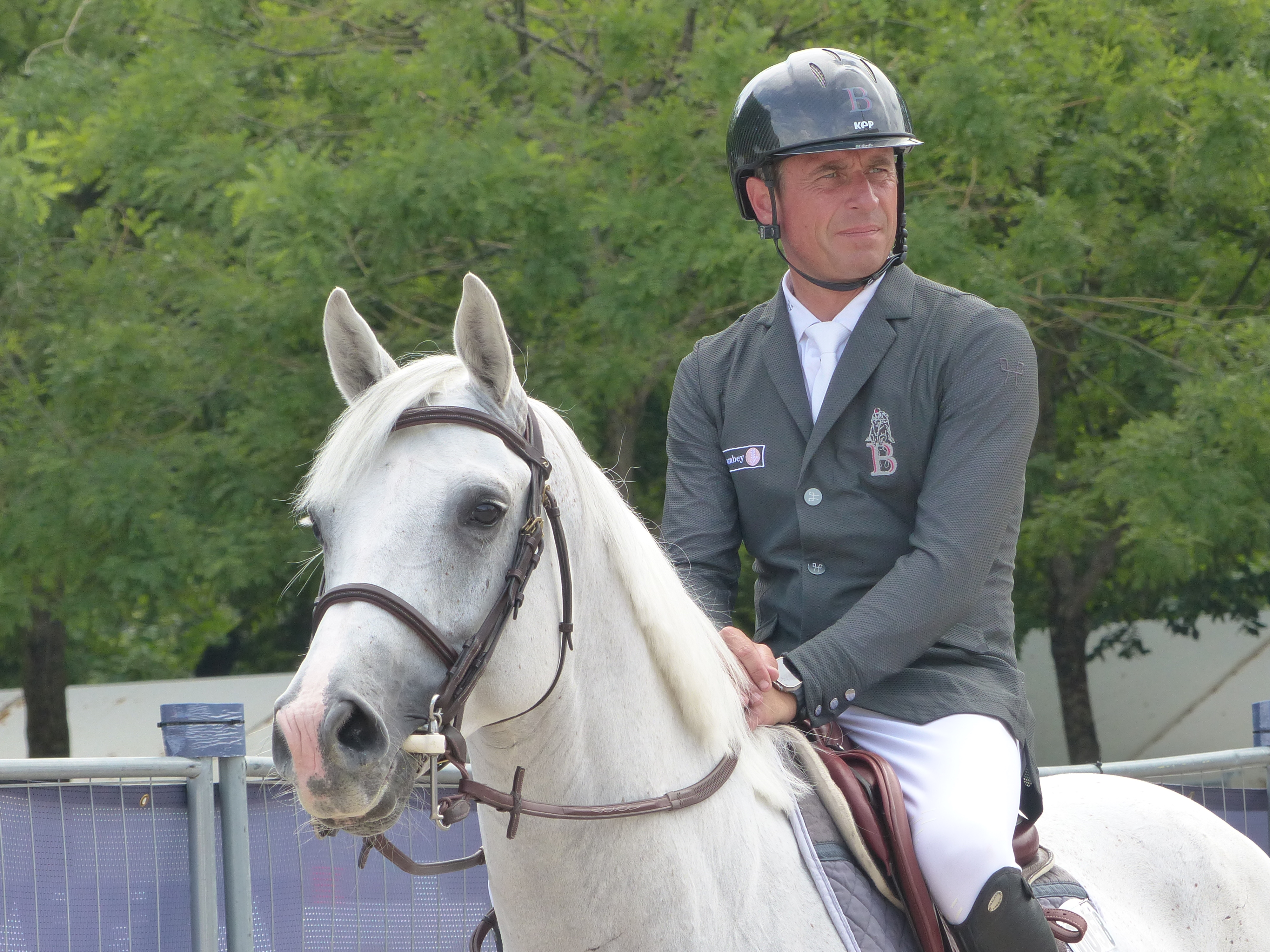
Julien Épaillard montant Hoover au Paris Eiffel Jumping de 2023.

Il fait partie des cavaliers européens de saut d'obstacles qui ont remporté le plus grand nombre d'épreuves internationales au cours de leur carrière. En mai 2024, il atteint le quatrième rang mondial de sa discipline.
- 1989 : champion de France Cadet, avec Petite Fleur[3] ;
- 1992 : vice-champion de France Junior avec Scout de l'Isle[3] ;
- 1996 : champion d'Europe Junior par équipe avec Arpège Pierreville ;
- 1997 : champion d'Europe individuel jeunes cavaliers avec Si Tu Viens ;
- 1998 : 11 Grands Prix internationaux avec Arpège Pierreville ;
- 2005 : 1er sélection en équipe de France niveau seniors, sur la Coupe des Nations à Gijón (Espagne) avec Icare du Manet[3] ;
- 2006 : 1er de la Coupe des Nations Superligue à Hickstead (Grande-Bretagne) avec Icare du Manet (seul double sans-faute), 1er du Grand Prix du CSI-5* de La Corogne (Espagne) avec Icare du Manet
- 2008 : 4e de la finale du Global Champions Tour à São Paulo (Brésil) avec Kanthaka de Petra
- 2009 : 8e du Grand Prix du CSI-4* de Chantilly et 12e du Grand Prix Coupe du monde du CSI-5* d'Equita'Lyon avec Latina du Pitray, 2e du Derby de la Baule avec Commissario
- 2010 : vice-champion de France Élite au Master Pro de Fontainebleau avec Mister Davier[10], 2e du Derby de la Baule avec Commissario ;
- 2011 : 2e du Derby de la Baule avec Commissario, vainqueur de l'épreuve de puissance des Gucci Masters avec Commissario ;
- 2017 : vainqueur de l'étape de la coupe du monde de saut d'obstacles 2016-2017 au jumping international de Bordeaux[11] avec Quatrin la Roque ; vainqueur le 1er juillet du Global Champions Tour Grand Prix [12] ;
- 2020 : vainqueur du Grand Prix CSI-5* de la ville de Bordeaux avec Queeletta, vainqueur du Grand Prix CSI-4* de la ville de Saint-Lô avec Queeletta ;
- 2021 : vainqueur du Grand prix CSI5* de Madrid avec Billabong du Roumois ;
- 2022 : vainqueur du Grand Prix coupe du Monde 5* d’Equita'Lyon avec Caracole de La Roque, une semaine après avoir remporté le GP4* de Saint Lô.
- 2023 : médaille de bronze en saut d’obstacles aux championnats d’Europe de Milan, avec sa jument de 10 ans Dubaï du Cèdre[13] ;
- 2023 : vainqueur de la Super Grand Prix finale du Global Champions Tour à Prague (Tchéquie) avec Dubaï du Cèdre[14] ;
- mai 2023 : 1er du Grand Prix 4* du Jumping international de Bourg-en-Bresse avec Donatello d'Auge[15] ;
- 2024 : vainqueur du Grand Prix du CSI5* d'Amsterdam avec Dubaï du Cèdre, vainqueur du Grand Prix du jumping international de Bordeaux avec Donatello d'Auge[3];
- Jeux olympiques 2024 :
  -  Médaillé de bronze par équipes aux Jeux olympiques de Paris sur sa monture Dubaï du Cèdre avec ses coéquipiers Simon Delestre (I Amesulina R 51) et Olivier Perreau (Dorai d'Aiguilly)
  - 4e en individuel aux Jeux olympiques de Paris avec Dubaï du Cèdre

## Chevaux
Il a eu pour cheval de tête Icare du Manet, un hongre bai fils de Papillon Rouge et de Kougloff II. 
En début de carrière, il a obtenu de pouvoir monter plusieurs étalons des Haras nationaux, comme Arpège Pierreville, Si tu viens, et Aferco,.
En février 2024, il commence à monter en concours le cheval de 8 ans Grabuge, un cheval de sport anglo-normand.

## Décorations
- Chevalier de l'ordre national du Mérite (2024)[17]